# Ruta de Rhode Island 146A
La Ruta de Rhode Island 146A, y abreviada R.I. 146A (en inglés: Rhode Island Route 146A) es una carretera estatal estadounidense ubicada en el estado de Rhode Island. La carretera inicia en el Sur desde la Ruta 146     en North Smithfield hacia el Norte en la Ruta 146A     en Uxbridge. La carretera tiene una longitud de 11,4 km (7.1 mi).

## Mantenimiento
Al igual que las autopistas interestatales, y las rutas federales y el resto de carreteras estatales, la Ruta de Rhode Island 146A es administrada y mantenida por el Departamento de Transporte de Rhode Island por sus siglas en inglés RIDOT.

## Cruces
La Ruta de Rhode Island 146A es atravesada principalmente por la Ruta 146     en North Smithfield.